# ذكاء مدني
الذكاء المدني هو «الذكاء» المختص بالتعامل مع المشكلات العامة أو المدنية. ويطلق هذا الاسم على الأفراد وعلى الهيئات الجماعية مثل المنظمات أو المؤسسات أو المجتمعات.

## المفهوم
يشبه الذكاء المدني مفهوم «الذكاء التعاوني» أو «العقيدة الديمقراطية»  لـ جون ديوي واللذين يؤكدان على أن «كل فرد لديه ما يساهم به، ويمكن فقط تقييم قيمة كل مساهمة عندما تدخل إلى مجموع الذكاء النهائي المتكون من مساهمات الجميع». ويبرز الذكاء التعاوني ضمنيًا في العنوان الفرعي لكتاب جارد دايموند الذي صدر عام 2004 تحت عنوان الانهيار: لماذا تختار بعض المجتمعات أن تفشل أو تنجح (Collapse: Why Some Societies Choose to Fail or Succeed) وكذلك في السؤال المطروح في كتاب توماس هومر ديكسون الذي صدر عام 2000 تحت عنوان الفجوة الإبداعية: كيف يمكننا حل مشكلات المستقبل? وهذا يشير إلى أننا سنحتاج إلى الذكاء المدني إذا قرر الإنسان أن يتفادي المشكلات المتعلقة بالتغير المناخي أو غيره ذلك من الأحداث الكارثية المحتملة. وفي ظل هذه المعاني، يكون الذكاء المدني أقل من كونه ظاهرة تستحق الدراسة وأكثر من كونه عملية ديناميكية أو أداة يتم تشكيلها وإدارتها بنجاح.
روبرت بوتنام، المسؤول إلى حد بعيد عن انتشار فكرة «رأس المال الاجتماعي»، كتب أن الابتكار الاجتماعي يحدث غالبًا استجابةً للحاجات الاجتماعية. ويتوافق هذا بالتأكيد مع اكتشافات جورج باسالا المتعلقة بالاختراعات التقنية،  التي تسهل عملية الابتكار الاجتماعي وتتفاعل معها بالتزامن. إن مفهوم «الذكاء المدني»، من المؤكد أنه أحد أمثلة الابتكار الاجتماعي، هو استجابة لحاجة مُدركة وتتناسب الحفاوة التي يلقاها أو لا يلقاها مع الحاجة إليه حسب إدراك الآخرين.
يركز الذكاء المدني على دور المجتمع المدني والشعب لعدة أسباب. فعلى أقل تقدير، تكون مساهمات الشعب مهمة في إقرار القرارات المهمة التي يتخذها القطاع التجاري أو الحكومة. لكن الأبعد من ذلك، أنشأ المجتمع المدني عددًا من الحركات المجتمعية الحيوية وأمدها بالقيادات. فيجب أن يكون أي بحث حول طبيعة الذكاء المدني بحثًا تعاونيًا وتشاركيًا. فالذكاء المدني بطبيعته مجال متعدد التخصصات ومنفتح تمامًا. ويعالج علماء الإدراك بعضًا من هذه المشكلات في دراسة «الإدراك الموزع». ويدرس علماء الاجتماع نواحيّ منه مع عملهم في ديناميكيات الجماعة والنظرية الديمقراطية في الأنظمة الاجتماعية عمومًا وفي العديد من المجالات الفرعية الأخرى. فهذا المفهوم مهم في أدبيات التجارة («التعلم المؤسسي») وفي دراسة «المجتمعات المعرفية» (وأبرزها مجتمعات البحث العلمي).
لا توجد خريطة معالم للذكاء المدني، لكن كمية وصفة الأمثلة الموجودة على الصعيد العالمي هائلة. وفي حين أنه ليس من الضروري أن يكون وضع «خريطة معالم» شاملة هدفًا، يعمل البعض حاليًا على تطوير مصادر عبر الإنترنت لتسجيل نسبة صغيرة من تلك الجهود على الأقل. فالارتفاع في عدد شبكات التأييد متعددة الجنسيات،  والمظاهرات التي تم تنسيقها عالميًا للاعتراض على غزو العراق، والمنتدى الاجتماعي العالمي الذي وفر «مساحات حرة» لآلاف من النشطاء من جميع أنحاء العالم، كل هذا يدعم فكرة أن الذكاء المدني في تنامٍ مستمر. ورغم أن نطاق هذا النمو صغير، فإن الجهود المبذولة مثل أعمال مجموعة «أصدقاء الطبيعة» بهدف إنشاء «خريطة خضراء» لـ بكين جهود واضحة أيضًا.

## المصطلح
مثل مصطلح رأس المال الاجتماعي، تم استخدام مصطلح الذكاء المدني استخدامًا منفصلاً من قبل العديد من الأشخاص منذ بداية القرن العشرين. ورغم أن التواصل بين مختلف الكتاب كان قليلاً أو لا يكون هناك تواصل مباشر بينهم، فإن المعاني المختلفة المرتبطة بهذا المصطلح تتكامل في العموم مع بعضها البعض.
كان أول استخدام معلوم لهذا المصطلح في عام 1902 من خلال صامويل تي ديتون، رئيس مدارس جامعة المدرسين، بمناسبة افتتاح مدرسة هوراس مان عندما قيل إن «زيادة الذكاء المدني» تعد «هدفًا حقيقيًا للتعليم في هذه البلاد.» وفي فترة قريبة، في عام 1985، كتب دافيد ماثيو، رئيس مؤسسة كيترينج، مقالةً بعنوان الذكاء المدني ناقش فيها انخفاض مستوى الاشتراك المدني في الولايات المتحدة.
وفي استخدام حديث نسبيًا كتب دوجلاس سشولر «تنمية الذكاء المدني في المجتمع: أنماط» العقل الدولي«الجديد». (Cultivating Society's Civic Intelligence Patterns for a New 'World Brain) وفي استخدام سشولر، تم تطبيق الذكاء المدني على مجموعات من الناس لأن هذا هو المستوى حيث يتشكل الرأي العام وتتخذ القرارات أو على الأقل يتم التأثير عليها. وينطبق هذا على المجموعات الرسمية أو غير الرسمية التي تسعى إلى تحقيق أهداف مدنية مثل تحسين البيئة أو دحض العنف بين البشر. ويرتبط هذا الاستخدام بالعديد من المفاهيم الأخرى التي تلقى حاليًا اهتمامًا كبيرًا من بينها الذكاء الجمعي والذكاء التوزيعي والديمقراطية التشاركية والتولد والحركات الاجتماعية الجديدة ومنهج حل المشكلات التعاوني وويب 2.0.